# SYSTEM246

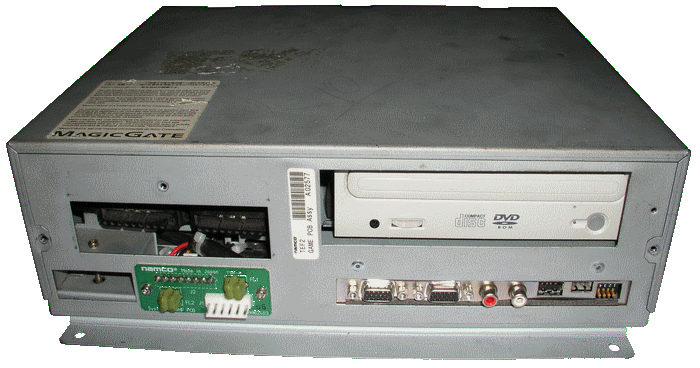
SYSTEM246

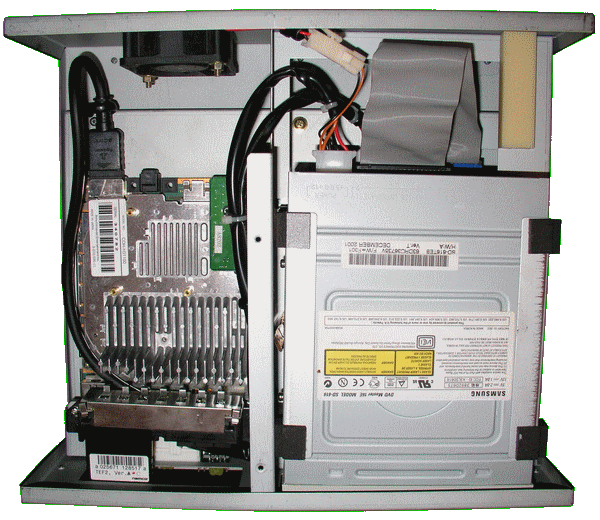
SYSTEM246内部

SYSTEM246（システム246）は、ソニー・コンピュータエンタテインメントが開発したPlayStation 2ベースの互換基板にナムコ（後のバンダイナムコアミューズメント）が開発したI/O基板を組み合わせた構成のアーケードゲーム基板（ハード）である。

## 概要
ナムコ独自設計のSYSTEM23、PlayStation互換のSYSTEM12と11それぞれの後継基板にあたる。ネットワークゲームの対応、違法コピー防止用にセキュリティの高いドングルを採用などの特徴がある。246という名前はソニー・コンピュータエンタテインメントの社屋が国道246号線そばにあったことに由来する。
SYSTEM246にはいくつかバージョンがあり、メモリが少ない無印版、ラックA、ラックBはソニーから供給された業務用専用のPlayStation 2ボードとナムコ製のI/O基板を組み合わされた構成になっている。ラックCと呼ばれるバージョンはソニーからICチップのみの供給が解禁され、基板が１枚に、ネットワーク接続端子が標準装備となり筐体が小型化された。
上位基板としてEE+GSに差し替わり、CPUのクロックアップとVRAMを2倍に強化した「SYSTEM256」やさらに性能向上を図った「SYSTEMスーパー256」、SYSTEM256の廉価版としてストレージにフラッシュメモリを使ってネットワーク機能をオプション化するなどした「SYSTEM147」が存在する。
変わったところではパチスロ機『鉄拳R』の液晶演出部分の基板にも使われている。
SYSTEM246・SYSTEM256・SYSTEM147の修理サポートは部品調達難に伴い、バンダイナムコアミューズメントはほとんどのタイトルが2017年10月に終了した他、カプコンの全タイトルも2019年2月28日に終了した。SYSTEMスーパー256を唯一採用している『タイムクライシス4』も、2018年6月に修理サポートを終了することが発表された。

## 主なタイトル

### 発売されたタイトル
| 稼働時期   | 作品名                                      | 開発元 発売元                   | 備考 |
| ---------- | ------------------------------------------- | ------------------------------- | --- |
| 2000年11月 | リッジレーサーVアーケードバトル             | ナムコ                          | PlayStation 2用ソフト『リッジレーサーV』のアレンジ移植。                                                                      |
| 2001年3月  | ヴァンパイアナイト                          | ワウエンターテインメント ナムコ | ワウエンターテインメントにとっては初めてのナムコ作品で、システムは同社が開発した『THE HOUSE OF THE DEAD』をベースとしている。 |
| 2001年12月 | 湾岸ミッドナイト                            | ナムコ                          | 同名漫画のゲーム化 |
|            | 湾岸ミッドナイトR                           | ナムコ                          | 『MAXIMUM TUNE』と『2』はChihiro、『3』はSystem N2を採用。                                                                    |
| 2002年7月  | ソウルキャリバーII                          | ナムコ                          | |
| 2006年3月  | ソウルキャリバーIII ARCADE EDITION          | ナムコ                          | [ 注釈 2 ] |
|            | ブラッディロア3                             | エイティング                    | |
|            | テクニクビート                              | アリカ                          | |
|            | バトルギア3                                 | タイトー                        | ネットワークシステム「NESYS」対応                                                                                             |
|            | バトルギア3 Tuned                           | タイトー                        | |
| 2001年7月  | 鉄拳4                                       | ナムコ                          | |
| 2003年4月  | タイムクライシス3                           | ナムコ                          | タイムクライシスシリーズ第3弾                                                                                                 |
| 2003年     | ドラゴンクロニクル                          | ナムコ                          | 2008年までオンラインに対応していた。                                                                                          |
| 2003年     | PRIDE GP 2003                               | カプコン                        | 同名PS2用ソフトのアーケード移植版                                                                                             |
|            | クイズ機動戦士ガンダム 問・戦士             |                                 | |
| 2003年9月  | 機動戦士Ζガンダム エゥーゴvs.ティターンズ   | カプコン バンプレスト           | バンダイ、カプコン、バンプレスト、KDDIによる「4社合同ガンダムプロジェクト」の第2弾                                            |
| 2004年     | 機動戦士Ζガンダム エゥーゴvs.ティターンズDX | カプコン バンプレスト           | |
|            | CAPCOM FIGHTING Jam                         |                                 | |
|            | みんなで鍛える全脳トレーニング              |                                 | |
|            | あそんでゲッチュ! とっとこハム太郎          |                                 | |
|            | 戦国BASARA X                                | カプコン                        | |
| 2008年     | Fate/unlimited codes                        | エイティング カプコン           | |

| 稼働時期   | 作品名                                         | 開発元 発売元  | 備考                                                                                              |
| ---------- | ---------------------------------------------- | -------------- | ------------------------------------------------------------------------------------------------- |
| 2004年     | 鉄拳5                                          | ナムコ         | ナムコで初めてISDNによるネットワークサービスに対応                                                |
| 2005年11月 | コブラ・ザ・アーケード                         | ナムコ         | 漫画『コブラ』のゲーム化                                                                          |
|            | 鉄拳5 DARK RESURRECTION                        | ナムコ         | 『鉄拳5』のバージョンアップ版                                                                     |
|            | 太鼓の達人                                     | ナムコ         | 『7』から『14』まで。『1』～『6』まではSYSTEM10を、新筐体～『グリーンVer』まではSYSTEM357を採用。 |
| 2005年     | 超ドラゴンボールZ                              | バンプレスト   | テレビアニメ『ドラゴンボールZ』を原作とする対戦型格闘ゲーム                                       |
|            | ドルアーガオンライン THE STORY OF AON          |                |                                                                                                   |
|            | 機動戦士ガンダムSEED 連合vs.Z.A.F.T.           |                | SYSTEM246互換機能のみを使用                                                                       |
|            | 機動戦士ガンダムSEED DESTINY 連合vs.Z.A.F.T.II |                | SYSTEM246互換機能のみを使用                                                                       |
|            | THE IDOLM@STER                                 | ナムコ         |                                                                                                   |
| 2006年     | THE BATTLE OF幽遊白書 -死闘!暗黒武術会-        | バンプレスト   | 漫画『幽☆遊☆白書』を原作とする対戦型格闘ゲーム                                                    |
| 2007年3月  | クイズ&バラエティ すくすく犬福2 もっとすくすく | ハムスター/AMI |                                                                                                   |
| 2006年     | キン肉マン マッスルグランプリ                  | バンプレスト   | 漫画『キン肉マン』を原作とする3D対戦型格闘ゲーム                                                  |
| 2007年     | キン肉マン マッスルグランプリ2                 | バンプレスト   | 『キン肉マン マッスルグランプリ』の続編                                                           |
|            | 機動戦士ガンダム ガンダムVS.ガンダム           | バンプレスト   | 『機動戦士ガンダム VS.」』シリーズの1作品                                                         |
|            | 機動戦士ガンダム ガンダムVS.ガンダム NEXT      | バンプレスト   | 『機動戦士ガンダム ガンダムVS.ガンダム』の続編                                                    |

SYSTEMスーパー256
- タイムクライシス4

SYSTEM147
組み込み専用で小型化されており、汎用筐体で動作するビデオゲーム基板としての使用例はない。
旧PlayStation互換の廉価基板SYSTEM10が使われていた場面を置き換える形で使用されているほか、海外向けマシンやモニター画面がついた子供用の乗り物など、高度な描画能力が必要ない用途で多く使用されている。
- メダルの達人
- 釣りスピリッツ
- パックマンバトルロイヤル
- パックマン アーケードパーティ
- 太鼓でドンドン
- アンパンマンはどーこだ

### 開発中止となったタイトル
SYSTEM246
- CAPCOM FIGHTING ALL STARS
- スターブレード オペレーションブループラネット